# متحف المكلا
متحف المكلا متحف تاريخي ومؤسسة ثقافية وسياحية بمدينة المكلا بمحافظة حضرموت، تأسس في أغسطس عام 1964، ومقره الآن في قصر السلطان بعد أن كان في بناية صغيرة مقابل سور القصر نفسه.

## تاريخ
يعود تأسيس متحف المكلا إلى عهد السلطنة القعيطية الحضرمية وبالتحديد خلال الحرب العالمية الثانية بين عامي 1939-1945 أما المتحف الحالي فأسس على معايير علمية في عام 1964م بجهود خاصة من عالم الآثار محمد عبد القادر بافقية حينما كان يشغل منصب مدير المعارف في السلطنة القعيطية.
يشمل المتحف في معروضاته الآثار القديمة لمملكة حضرموت، وممتلكات سلاطين حضرموت، وصالة لوثائق الثورة اليمنية.